# Tolna (miasto)
Tolna – miasto na Węgrzech, w komitacie Tolna, w powiecie Szekszárd.

## Miasta partnerskie
- Bodegraven
- Odorheiu Secuiesc
- Stutensee